# 蓬格阿努尔
蓬格阿努尔（Punganur），是印度安得拉邦Chittoor县的一个城镇。总人口44320（2001年）。

## 人口
该地2001年总人口44320人，其中男性22236人，女性22084人；0—6岁人口5412人，其中男2728人，女2684人；识字率63.86%，其中男性为71.50%，女性为56.16%。